# 中宮温泉
中宮温泉（ちゅうぐうおんせん）は、石川県白山市（旧国加賀国）にある温泉。白山白川郷ホワイトロードの無料区間内にあり、冬季閉鎖される12月から4月までは休業となる。

## 泉質
- ナトリウム - 塩化物・炭酸水素塩泉（低張性中性高温泉）

源泉温度は61℃。泉色は湧出当初は無色透明だが酸化して黄褐色になる。
とろみのある湯で飲泉可能。胃腸に効能があるとされる。

## 温泉街
温泉街は白山国立公園内に位置する。山中の谷間に旅館2軒（にしやま旅館・湯宿くろゆり）がある。また、中宮温泉組合などが管理する共同の露天風呂「薬師の湯」が温泉内にある。

## 歴史
開湯から1200年の歴史がある。白山開山の祖・泰澄大師が、傷ついた白鳩を見て発見したとされる。霊泉とされ1574年（天正2年）には初めて浴室が設けられるなど長い歴史を有する。
1961年（昭和36年）4月1日 - 厚生省告示第73号により、「白山温泉郷」の一部として国民保養温泉地に指定。ただし、この「白山温泉郷」はあくまで指定する際の名称であり、実態として白山温泉郷が形成されていたわけではない。
2020年（令和2年）2月に、白山白川郷ホワイトロードの無料区間で大規模な土砂崩れが発生し、翌年（2021年）4月まで休業となった。また、2022年（令和4年）8月には2020年の災害とは別の場所で道路の崩落が発生。石川県側から中宮温泉へ行くことが不可能となった。

## アクセス
自動車
- 金沢から国道157号・国道360号経由で約1時間20分。
- 北陸自動車道小松ICから国道360号経由で約1時間。

路線バス
- 白山市コミュニティバス「めぐーる」の尾口ルート「中宮温泉」バス停下車すぐ。

日曜日・祝日（年末年始を含む）は運休。なお、前述の災害に伴いバスの乗り入れは中止している。